# Joseph Jude Tyson
Joseph Jude Tyson (Moses Lake, 16 de outubro de 1957) é bispo de Yakima.
O arcebispo de Seattle, Raymond Gerhardt Hunthausen, ordenou-o sacerdote em 10 de junho de 1989.
Papa Bento XVI nomeou-o em 12 de maio de 2005 bispo auxiliar em Seattle e bispo titular de Migirpa. O arcebispo de Seattle, Alexander Joseph Brunett, doou-lhe a ordenação episcopal em 6 de junho do mesmo ano; Os co-consagradores foram Gustavo García-Siller MSpS, Bispo Auxiliar em Chicago, e George Leo Thomas, Bispo de Helena. Ele escolheu Christo Lumen ad Gentes como seu lema.
Ele foi nomeado bispo de Yakima em 12 de abril de 2011, e iniciado no cargo em 31 de maio do mesmo ano.
Em outubro de 2012, Tyson apelou aos católicos para votarem contra o reconhecimento do casamento do mesmo sexo na lei de casamento de Maine, Maryland e Washington em referendos.